# نور (فیلم ۱۹۸۱)
نور (به هندی: Jyoti) فیلمی محصول سال ۱۹۸۱ و به کارگردانی پراموند چاکراوارتی است. در این فیلم بازیگرانی همچون جیتندرا، هما مالینی، آشوک کومار، آجیت خان، دون ورما، آریونا ایرانی ایفای نقش کرده‌اند.